# Володимир (град)
Володимир (укр. Володимир) град је Украјини у Волињској области. Према процени из 2012. у граду је живело 38.783 становника.

## Становништво
Према процени, у граду је 2012. живело 38.783 становника.
| 1979.  | 1989.  | 2001.  | 2012.  |
| ------ | ------ | ------ | ------ |
| 33.777 | 38.263 | 38.256 | 38.783 |

## Партнерски градови
- Ленчица
- Кентшин
- Хрубјешов